# Fiúegyüttes
A fiúegyüttes, más néven fiúcsapat vagy fiúbanda (angolul boyband) a popzenei együttesek egyik fajtája, amely 3-5, ritkábban 6 fiatal (tizen- vagy huszonéves) férfiból áll. Dél-Koreában létezik 13 tagú fiúegyüttes is, a Super Junior. Létezik olyan fiúcsapat is, amelynek a tagjai testvérek (pl. The Jackson 5, Bee Gees, Jonas Brothers).
Szűkebb értelemben azokat a (fiatal vagy nagyon fiatal) férfiak alkotta együtteseket nevezik fiúegyüttesnek (fiúbandának stb.), melyeket a zeneipari menedzserek többnyire tudatosan és „mesterségesen” szerveztek abból a célból, hogy a kiskamasz- ill. kamasz lányközönség szórakoztató zene iránti igényeit kielégítsék. A tagokat általában úgy válogatják össze, hogy jó külsejűek legyenek, valamint megjelenésükben és énekhangjukban is különböző karakterek legyenek, a minél szélesebb rajongótábor érdekében. A tagok általában kevéssé tudnak hangszereken játszani, viszont a kitűzött feladathoz elegendő tehetséggel énekelnek és táncolnak. Előfordul ugyan, hogy valamely tag hangszeren is játszik, de általában a hangszeres részeket kísérőzenészek játsszák, akik a háttérben maradnak, illetve hivatalosan nem lesznek az együttes tagjai, esetleg rendszeresen változnak. Az igen kötött tematika és a számtalan szövegírói, zenei és imázsbeli klisé („kigombolt ingben lengeted a tenyered”), a playback használata és hasonló jelenségek miatt a „fiúzenekar” kifejezéshez ebben a szűkebb értelmezésben némi pejoratív jelentéstartalom társult. A jelenség a fénykorát az 1980-as és az 1990-es években élte, főképp Angliában és az Egyesült Államokban. Legfőbb célközönségüknek a tizenéves lányok számítanak. A felállásból adódóan nem szokás frontembert kiemelni, bár a legtöbb esetben van olyan tag, aki első számú közönség kedvencnek számít. Az ezredforduló óta nyugaton sokat veszített a népszerűségéből, ugyanakkor Dél-Koreában és Japánban egész szórakoztatóipari rendszer épült a fiúcsapatokra.
A műfaj a rendszerváltást követően, a nyugati tömegkultúra felgyorsult beáramlásával hamar megjelent Magyarországon is. A kilencvenes években több producer is menedzselt fiú- és lányegyütteseket.
Tágabb értelemben fiúegyüttesnek tekintenek olyan együtteseket is (például The Beatles (elsőként), Tokio Hotel, Első Emelet, Depeche Mode (a nyolcvanas évek elején), Pet Shop Boys), amelyek ugyan hangszeren játszó zenészekből (is) állnak, egyik tagjukat (leggyakrabban az énekesüket) frontemberként kiemelik, de tagjai ugyancsak – jellemzően fiatal – férfiak, és főként kamaszlányok körében népszerűek, bár a rajongótáborban is akadnak különbségek. Például a populárisnak nevezhető rockegyütteseket (pl. Omega, Republic, Edda Művek, Kispál és a Borz, külföldön Bon Jovi, AC/DC) leginkább – a fiatal vagy középkorú – férfiak kedvelik.

## Ismertebb fiúegyüttesek

### Külföldön
- Backstreet Boys
- Bee Gees
- Big Time Rush
- Blue
- Boyzone
- Bros
- Caught in the Act
- East 17
- Five
- Jonas Brothers
- 'N Sync
- New Kids on the Block
- One Direction
- Take That
- The Boyz
- The Jackson 5
- Tokio Hotel
- Westlife
- Worlds Apart
- Hey! Say! JUMP

### Dél-Koreában
- The Boyz
- NCT 127
- NCT Dream
- JBJ
- SHINee
- EXO
- BIGBANG
- Super Junior
- Stray Kids
- BTOB
- BTS
- Pentagon
- B.A.P
- Block B
- GOT7
- TVXQ

### Japánban
- Kanjani8
- KAT-TUN
- WEST.

### Magyarországon
- Bizö Boys
- Bon-Bon
- ByTheWay
- FLM
- Éden
- Happy Gang
- Help
- Hip Hop Boyz
- Manhattan
- Patikadomb
- Picasso Branch
- Rocktenors
- Shygys
- TNT
- V-Tech
- V.I.P.
- West Company